# إميلي داي
إميلي داي (بالإنجليزية: Emily Day)‏ (9 أغسطس 1987 في الولايات المتحدة - ) هي لاعب كرة طائرة شاطئية ولاعبة كرة طائرة الولايات المتحدة.

## وصلات خارجية
- إميلي داي على موقع الاتحاد الدولي beach volleyball database (الإنجليزية)
- إميلي داي على موقع قاعدة بيانات الكرة الطائرة الشاطئية (الإنجليزية)
- إميلي داي على موقع اللجنة الأولمبية والبارالمبية الأمريكية (الإنجليزية)